# Heinz L. Pistol
Heinz Ludwig Pistol (Dortmund, 20 juni 1940 – Hüfingen, 4 januari 2009) was een Duitse beeldhouwer, tekenaar en architect.

## Leven en werk
Heinz L. Pistol, zoals zijn kunstenaarsnaam luidt, studeerde van 1965 tot 1971 bij de hoogleraren Baudert en Herbert Baumann beeldhouwkunst aan de Staatliche Akademie der Bildenden Künste Stuttgart in Stuttgart. Aansluitend volgde hij nog onderricht bij de Italiaanse beeldhouwer Luciano Minguzzi aan de Accademia di Belle Arti di Brera in Milaan. Hij studeerde ten slotte nog architectuur bij Jaap Bakema in Rotterdam en in Salzburg.
Pistol nam aan talrijke projecten en beeldhouwersymposia in Europa deel. Ook werd hij regelmatig uitgenodigd voor solo- en groepsexposities in Stuttgart, Mainz, Mannheim en Lüneburg.
De kunstenaar leefde en werkte tot zijn dood in 2009 in Stuttgart en Hüfingen (deelstaat Baden-Württemberg).

## Werken (selectie)
- 1969/1970 Zonder titel, Skulpturenfeld Oggelshausen in Oggelshausen[4]
- 1971 Ohne Titel (Schneekugel), Symposion Europäischer Bildhauer in Sankt Margarethen im Burgenland
- 1988 Blendstatt-Projekt (Kugel, Pyramide, Stadtmauer, Stein) in Schwäbisch Hall
- 1993 Donaulandschaft, Adlerbastei in Ulm - Donauprojekt Steine am Fluss
- Springbrunnen, Stadtgarten in Stuttgart

## Fotogalerij

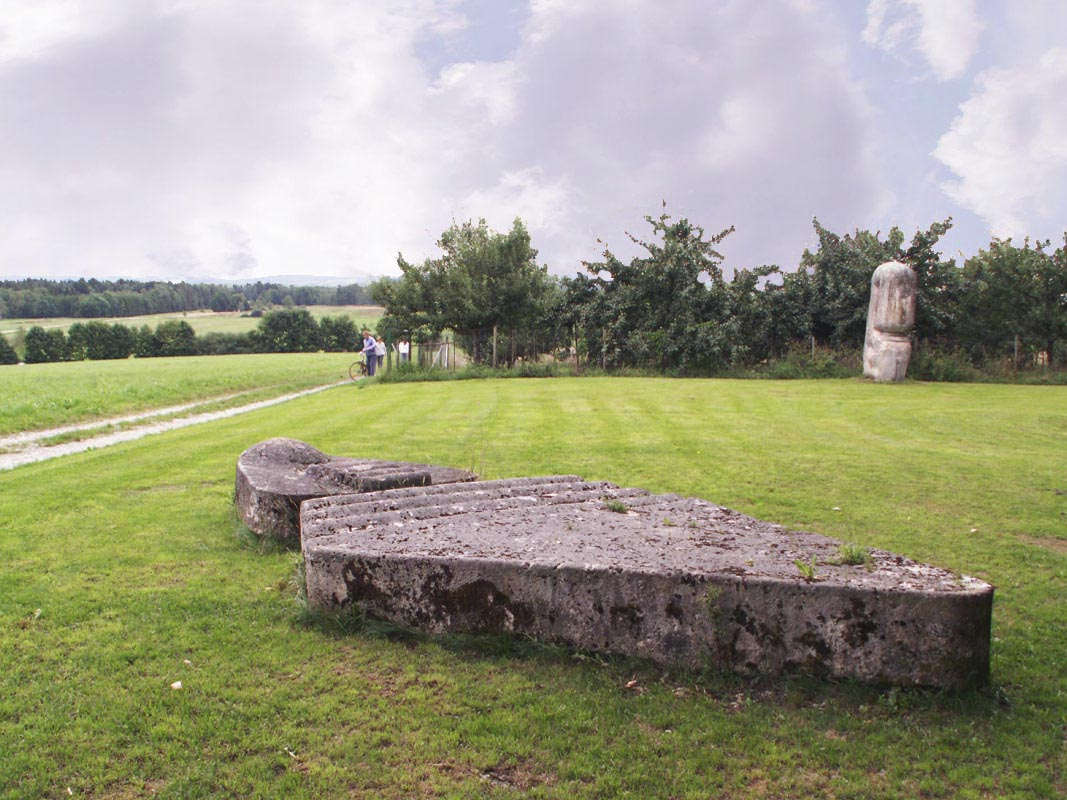
Zonder titel (1969/70) in Oggelshausen
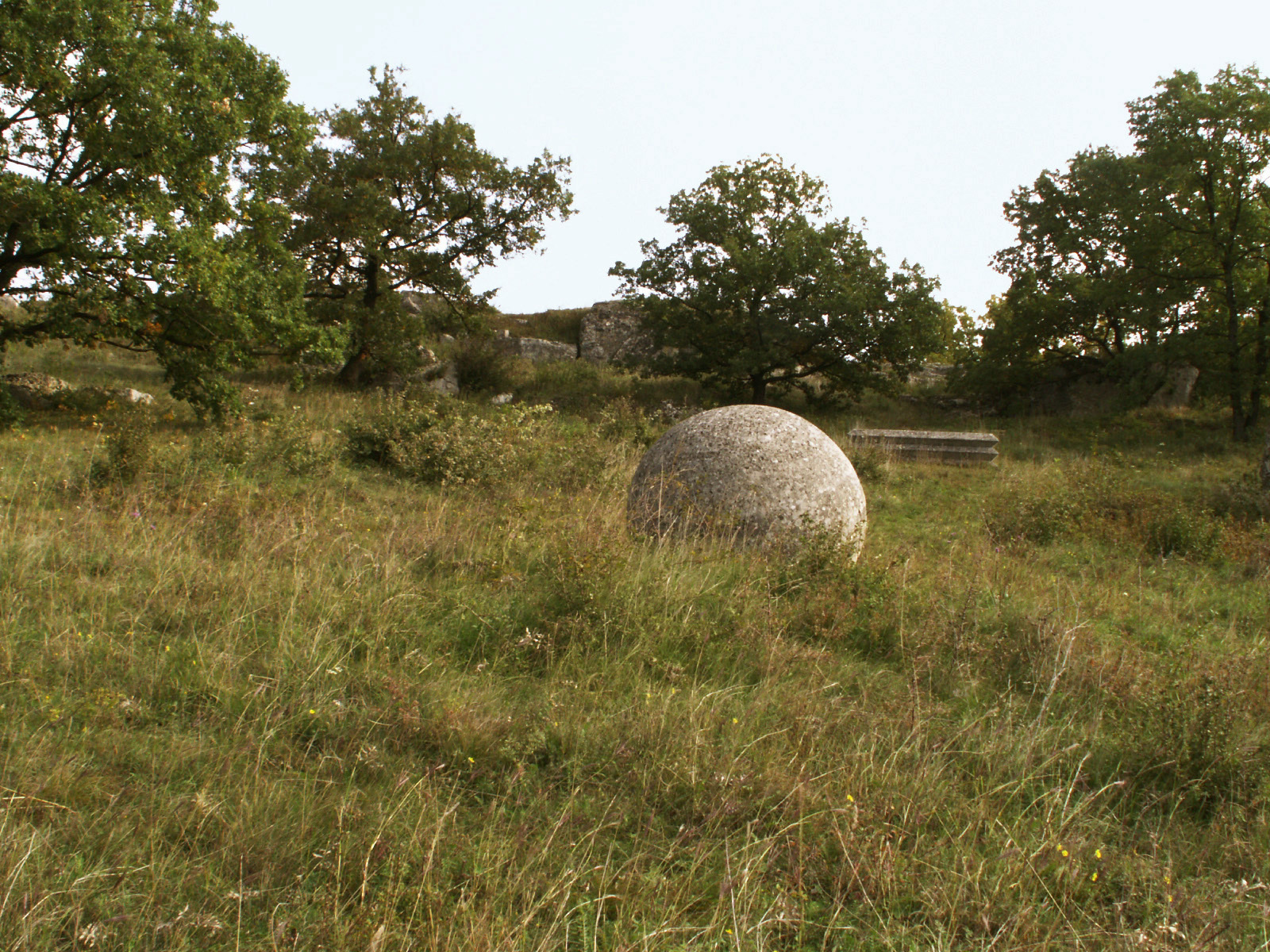
Ohne Titel (Schneekugel) (1971) in Sankt Margarethen im Burgenland
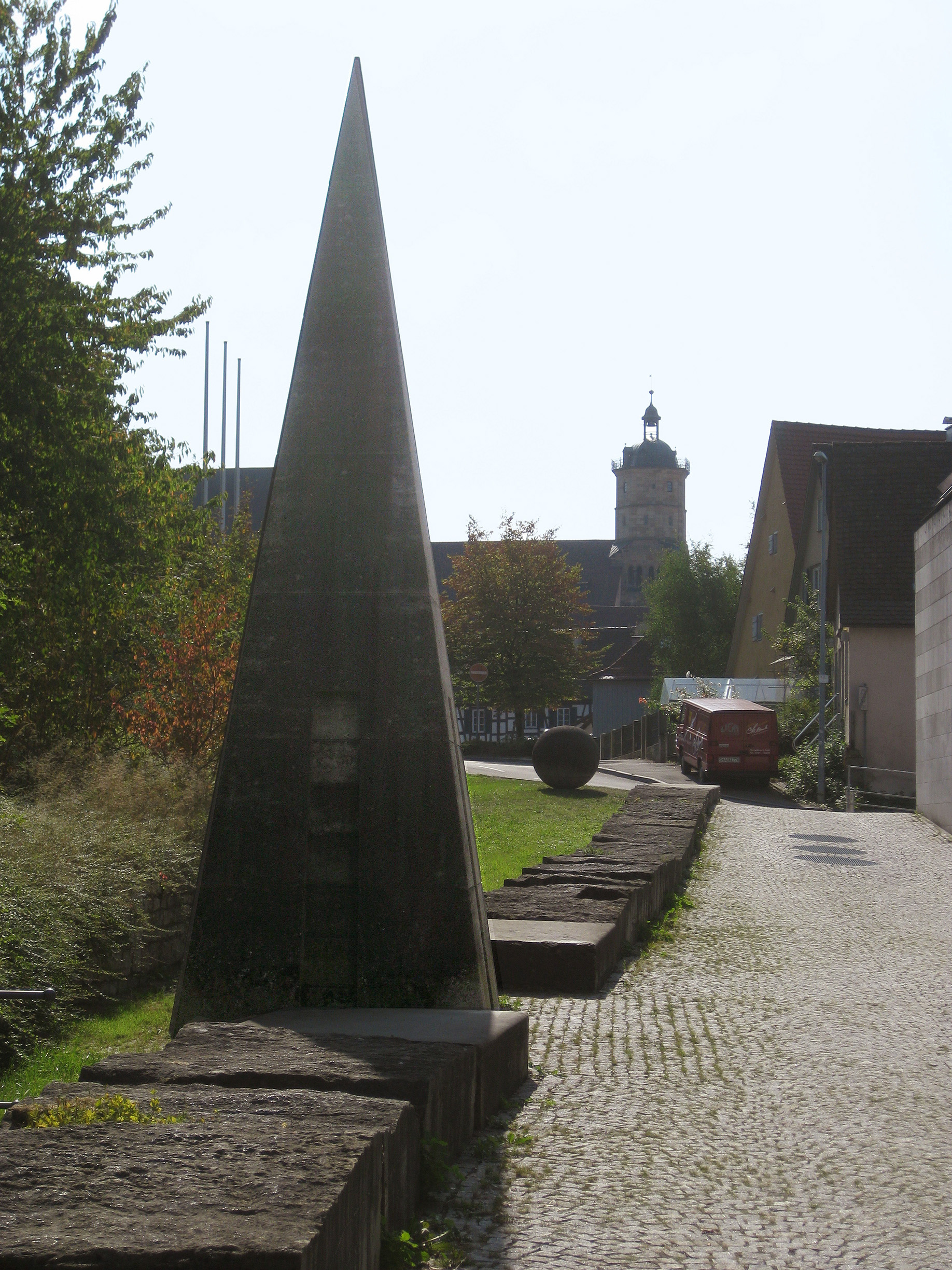
Blendstatt-Projekt (Kugel, Pyramide, Stadmauer, Stein)
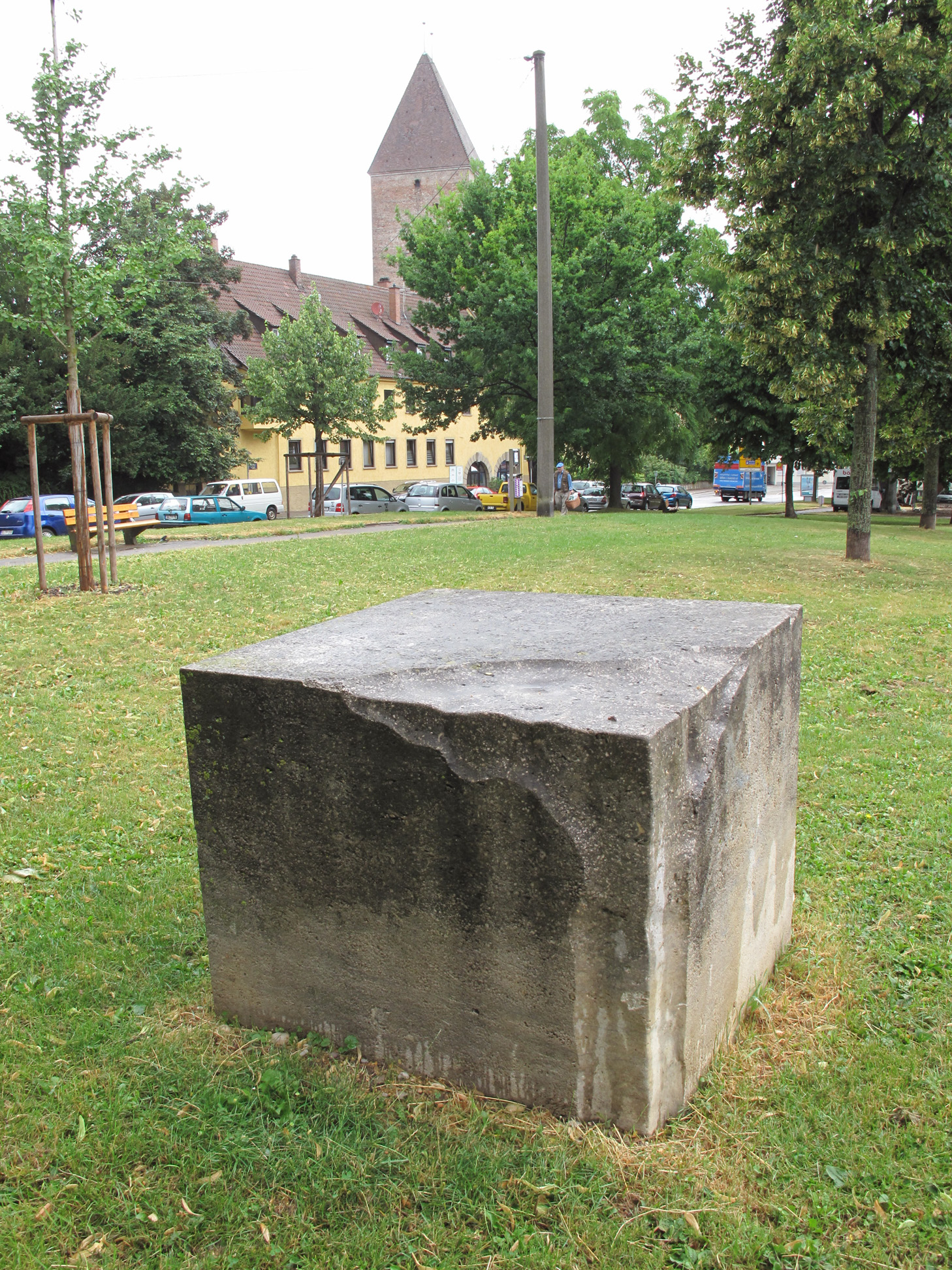
Donaulandschaft (1993), Ulm

- Gemeinsame Normdatei: 119186772
- International Standard Name Identifier: 0000 0000 6674 8901
- Library of Congress Control Number: n95054281
- Virtual International Authority File: 8192292
- WorldCat: E39PBJvd8vJjcgcBtTg7wX3mh3